# Jeanne d'Arc, malade, est interrogée dans sa prison par le cardinal de Winchester
Jeanne d’Arc, malade, est interrogée dans sa prison par le cardinal de Winchester est un tableau peint par Paul Delaroche en 1824. À la demande de John Arrowsmith, britannique résidant à Paris et lié au marché de l'art anglais, Delaroche traite pour la première fois un sujet historique, sur un thème commun aux deux pays. Le tableau représente Jeanne d’Arc interrogée par le cardinal de Winchester Henri Beaufort, bien qu'il ne l'aurait en réalité jamais interrogée.
Le tableau est conservé au musée des Beaux-Arts de Rouen. 

## Description
Le tableau représente trois protagonistes qui se détachent sur un fond très sombre. Légèrement décentré dans la composition, Winchester est assis dans sa tenue de cardinal caractéristique : enveloppé dans sa soutane et sa mozette couvrant le haut du corps, coiffé de la barrette, il remplit l'espace de sa pourpre cardinalice, seule masse de couleur intense du tableau. Jeanne est alitée, le visage fatigué, les poignets enchaînés, les mains aux doigts croisés. La composition la montre tassée à droite du tableau, comme écrasée par son interrogateur. Un troisième personnage, debout dans la pénombre, tient un livre ouvert et prend en note les minutes de l'interrogatoire.
Les gestes du cardinal expriment la tension de l'interrogatoire : une main est crispée sur le bras de son fauteuil, l'autre tend l'index de façon impérative, sa bouche est crispée. La posture de profil sur fond sombre fait ressortir un nez aquilin et accentue la dureté de son regard.
L'ambiance assombrie ne laisse voir que quelques éléments de décor, essentiellement suggestifs : les pierres de grande taille du mur figurent le cachot, la paillasse en partie éventrée répand quelques brins de paille sur le sol, et symbolise la fragilité de Jeanne, ou, pour le spectateur prévenu de sa fin, préfigure son bûcher.

## Histoire
Après sa capture par les Anglais, Jeanne fut livrée le 3 janvier 1431 à la justice ecclésiastique française. Elle fut interrogée par l'évêque de Beauvais, Pierre Cauchon, afin de la confondre sur les justifications religieuses de son intervention en faveur du roi de France. Pendant deux semaines, Jeanne maintint ses arguments, tandis que sa santé se dégradait. 
Delaroche remplace Cauchon par un ecclésiastique plus connu du public britannique, Henri Beaufort, cardinal et évêque de Winchester, figuré dans la pièce de Shakespeare Henry VI. Il est aussi possible que Delaroche ait été inspiré par une pièce de théâtre de 1819, Jeanne d'Arc à Rouen, dans laquelle Jeanne est interrogée par le cardinal de Winchester.

## Techniques de réalisation
Delaroche s'est inspiré des peintures historiques anglaises, réalisées par sir Joshua Reynolds et ses élèves. Delaroche en avait connaissance par l'intermédiaire de reproductions sur gravure. La composition pyramidale qu'il adopte reprend celle d'un tableau de James Northcote, dans lequel le jésuite Feckenham interroge Jeanne Grey. Le positionnement du geôlier à gauche et l'élargissement du format renforce la représentation de la pression psychologique entre l'interrogateur et l'accusée.

## Réception
Stendhal estimait que cette œuvre ferait un nom à son jeune auteur. Il loua la représentation de la pauvre Jeanne « enchaînée sur son lit de douleur », qui « proteste de la vérité de ses réponses, avec toute la franchise et la chaleur d'une âme héroïque », en contraste avec « l'air excessivement fin de l'interrogateur ».

## Historique
Le tableau est présenté par Delaroche au Salon de Paris en 1824.
En 2014, il est prêté au Musée des beaux-arts de Lyon dans le cadre de l'exposition L'invention du passé. Histoires de cœur et d'épée en Europe, 1802-1850.